# Plácido González
Plácido González Martínez (Sevilla, 1975) es un investigador, urbanista y arquitecto español especializado en patrimonio arquitectónico, español y chino. Desde 2013 reside en Shanghái y es profesor en la facultad de Arquitectura y planeamiento urbano de la Universidad Tongji.

## Trayectoria
González Martínez, estudió arquitectura y urbanismo en la Universidad de Sevilla, universidad en la que también se doctoró en el año 2011 con la tesis La plaza de los trofeos. Arquitecturas y paisajes para el lugar común de la periferia. Ha centrado sus investigaciones en el patrimonio arquitectónico y urbano, ha estudiado cuestiones teóricas relacionadas con la autenticidad, las narrativas y la gentrificación, la arquitectura colonial española en África, la historia de la arquitectura moderna y el urbanismo. Como investigador es especialista en la conservación del patrimonio del siglo XX en España y la conservación del patrimonio construido en China.
González Martínez es miembro de grupos de trabajo dedicados a la Conservación del Patrimonio Cultural del siglo XX, como el del Plan Nacional del Instituto de Patrimonio Cultural de España, Plan del que es redactor. Entre 2005 y 2012 estuvo a cargo de los proyectos de patrimonio arquitectónico en el Instituto Andaluz del Patrimonio Histórico. Desde 2007 participa en comisiones técnicas de la Fundación Docomomo Ibérico.
Desde 2002 es profesor en la Escuela Técnica Superior de Arquitectura de Sevilla, y desde 2013 es profesor en la Universidad Tongji de Shanghái. Además ha sido docente universitario en 2005 en la Universidad de tecnología de Texas, en 2007 la Universidad Pontificia de Salamanca, en 2008 en la Universidad CEU San Pablo, así como profesor invitado en la Universidad de ciencia y tecnología de Mianyang, el Instituto de Tecnología de Illinois o la Universidad Europea de Madrid entre otras.
González Martínez forma parte del grupo de investigación de la Universidad de Sevilla “Ciudad, arquitectura y patrimonio contemporáneo”, dirige una línea de investigación sobre la intervención en la arquitectura contemporánea. Es autor de libros y de numerosas publicaciones en revistas especializadas de investigación sobre patrimonio arquitectónico y urbano. Entre otros, es autor del libro Weaving the landscape. Ludwig Hilberseimer’s new city, exile and colonization, publicado en 2014, del libro The new city. Ludwig Hilberseimer, 1944 publicado en 2013, del libro Authenticity as a challenge in the transformation of Beijing's urban heritage: The commercial gentrification of the Guozijian historic area publicado en 2016, Urban authenticity at stake: A new framework for its definition from the perspective of heritage at the Shanghai Music Valley publicado en 2017, From Verifiable Authenticity to Verisimilar Interventions: Xintiandi, Fuxing SOHO, and the Alternatives to Built Heritage Conservation in Shanghai de 2019 y de La intervención en el tejido residencial histórico del shikumen de Shanghái: Xintiandi como paradigma también publicado en 2019.

## Obras seleccionadas
- 2010 Atlantropa. Arquitectura y ciudad para un sueño eléctrico del Mediterráneo[11]
- 2013 The new city. Ludwig Hilberseimer, 1944
- 2014 Weaving the landscape. Ludwig Hilberseimer’s new city, exile and colonization
- 2016 Authenticity as a challenge in the transformation of Beijing's urban heritage: The commercial gentrification of the Guozijian historic[12][13]
- 2017 Urban authenticity at stake: A new framework for its definition from the perspective of heritage at the Shanghai Music Valley[14]
- 2019 From Verifiable Authenticity to Verisimilar Interventions: Xintiandi, Fuxing SOHO, and the Alternatives to Built Heritage Conservation in Shanghai[15]
- 2019 La intervención en el tejido residencial histórico del shikumen de Shanghái: Xintiandi como paradigma[16][17]
- 2021 Cien años de arquitectura en Andalucía. El Registro Andaluz de Arquitectura Contemporánea, 1900-2000.

## Reconocimientos
El 2 de junio de 2021 participará, como experto en el patrimonio arquitectónico de Shanghái, en la jornada organizada por Cátedra China, El patrimonio arquitectónico en Shanghái, del pasado al presente a través de dos aproximaciones, en la que también se analizará la obra construida por Abelardo Lafuente García-Rojo en Shanghái.